# Pityuses
Les Pityuses ou îles Pityuses, en catalan : illes Pitiüses, désignent un archipel espagnol en mer Méditerranée regroupant les îles d’Ibiza et de Formentera ainsi que plusieurs îlots de moindre importance tels qu'Espalmador, Isla de Espardell (es), Tagomago, Illa des Bosc, Illa de s'Espartar, Isla Conejera, Illa de s'Alga (ca) et Sa Torreta. Dès l'époque moderne, soumises à des obligations administratives et politiques, elles ont été assimilées en un simple groupe d’îles occidentales de l’archipel des îles Baléares.

## Statut politique
Les îles de cet archipel pityute sont regroupées au sein d’un ensemble politique, le conseil insulaire d’Ibiza et Formentera lui-même inclus dans la communauté autonome des Îles Baléares.

## Origine du nom
Le toponyme Pityuses est mentionné entre autres par l’auteur latin Pline l'Ancien (Histoire naturelle 3.76) et par l'auteur grec Strabon (Géographie 3.5.1), ce nom vient de pitys, pin en grec ancien. Dans l’Antiquité, les Pityuses étaient clairement différenciées du reste des îles Baléares (principalement Majorque et Minorque) elles-mêmes dénommées Gymésies.

## Histoire de la navigation
Il existe en mer Méditerranée, a fortiori occidentale, deux grandes façons de naviguer, la plus courante en suivant la côte principale induisant un cabotage prudent et de rares détroits, la plus risquée par les îles. Les archipels des Pityuses et des Baléares, la Corse et la Sardaigne, la Sicile et le bout de la péninsule italique, à partir de Naples, appartiennent indubitablement à la seconde, et leurs ancêtres marins peuvent être dits gens de mer.
Ce lointain héritage antique, qu'atteste l'occupation des havres abrités, a contribué à l'essor de la Catalogne maritime à la fin du Moyen-âge. Palma, ville portuaire d'un légendaire royaume de Majorque qui englobe notamment les Pityuses, s'illustre par l'activité incessante de sa LLotja de mar ou loge consulaire de la mer, regroupant navigateurs, cartographes, armateurs, législateurs, négociants assureurs...
Le port d'Eivissa abrite une fraction de l'armada de Philippe II, ce souverain est à l'origine de la monumentale construction des remparts et de la citadelle. Le lent déclin de cette Espagne insulaire qui suit cet apogée des premiers Habsbourg s'explique par l'importance de l'Atlantique et des autres mers et océans lointains. Le pouvoir politique, ivre d'une grandeur universelle à l'échelle du globe, a abandonné l'archipel, jugé trop modeste, à lui-même, tout en pillant ses ressources humaines. La centralisation bourbonienne a ensuite privilégié la ville de Palma, en regardant avec condescendance la marginalité pityute et sa vie maritime, aussi authentique que sa vie paysanne était ancrée à l'intérieur des terres.
Mais les hommes des Pityuses à l'époque moderne ne cessent d'y participer avec leurs humbles moyens, tout en valorisant leur installations de marina, leurs navigateurs-bateliers et leurs saulniers, fournisseurs en sel des navires de pêcherie des mers froides. Et il ne faut pas s'étonner si on retrouve leurs descendants au XIXe siècle dans les Caraïbes (Cuba, Saint-Domingue), en Amérique du Sud (Argentine, Chili, Venezuela, Mexique), en Asie du Sud-Est (Philippines), comme sur les rivages de Méditerranée occidentale.